# イレニアム
イレニアム (英: Illenium, 本名: Nicholas D. Miller, 1990年12月26日 - ）はアメリカ合衆国のDJ、プロデューサーである。
2020年のフォーブス30アンダー30音楽部門に選出されている。

## 来歴
1990年に、シカゴに生まれる。2歳の頃にサンフランシスコに移住。2008年ころからエレクトロニックダンスミュージックの作曲を開始している。
2013年からはステージ名として Illenium を使い始める。同時期、活動拠点をデンバーに移す。
2016年に自身のレーベル Kasaya Records を設立。同年リリースされたデビューアルバム「Ashes」がヒット、iTunes エレクトロニックミュージック第1位を獲得した。また同年3月、当初非公式に発表したザ・チェインスモーカーズの「Don't let me down」のリミックスは、YouTubeで1.6億回、SoundCloud で6千万回超の再生数を獲得し、最終的には公式リミックスアルバムに含められることとなった。
翌2017年、アルバム「Awake」をリリース。ビルボードダンス・エレクトロニックミュージックアルバムチャートで第3位を記録した。さらにこのアルバムに収録された「Crawl Outta Love」により、2018年4月、国際ソングライティングコンペティション2017 で、最優秀賞およびエレクトロニック・ダンス・ミュージック部門での第一席を獲得した。

## ディスコグラフィー

### アルバム
| タイトル | 詳細                                               |
| -------- | -------------------------------------------------- |
| Ashes    | - リリース: 2016年2月15日 - レーベル: Seeking Blue |
| Awake    | - リリース: 2017年9月11日 - レーベル: Seeking Blue |
| Ascend   | - リリース: 2019年8月16日 - レーベル:              |

### EP
| タイトル | 詳細                                                 |
| -------- | ---------------------------------------------------- |
| Illenium | - リリース: 2013年 - レーベル: Pre School Recordings |
| Risen    | - リリース: 2014年1月14日                            |

### シングル
| タイトル               | 詳細                                                           | アルバム | 共演アーティスト                        |
| ---------------------- | -------------------------------------------------------------- | -------- | --------------------------------------- |
| Fractures              | - リリース: 2017年7月16日 - レーベル: Seeking Blue             | Awake    | ネヴィー                                |
| Take You Down          | - リリース: 2018年8月3日 - レーベル: Astralwerks               |          |                                         |
| Crawl Outta Love       | - リリース: 2018年8月7日 - レーベル: Seeking Blue              | Awake    | アニカ・ウェルズ                        |
| God Damnit             | - リリース: 2018年11月9日 - レーベル: Astralwerks              |          | コール・ミー・カリヅマ                  |
| Crashing               | - リリース: 2019年1月25日 - レーベル: Astralwerks              | Ascend   | バハリ                                  |
| Pray                   | - リリース: 2019年3月22日 - レーベル: Astralwerks              | Ascend   | カメロン・アレクサンダー                |
| Good Things Fall Apart | - リリース: 2019年5月13日 - レーベル: Astralwerks              | Ascend   |                                         |
| Takeaway               | - リリース: 2019年7月24日 - レーベル: ディスラプター・レコード |          | ザ・チェインスモーカーズ レノン・ステラ |